# Zjoos
Zjoos er en frivillig landsdækkende skobutikskæde med ca. 65 butikker i Danmark og fire butikker i Norge. Zjoos er en del af Shoe-D-Vision, som også har kæderne Skoringen og Feet Me. Shoe-D-Vision er Skandinaviens største sammenslutning af skokæder. Kæden blev etableret i 2008. 
Zjoos sælger et bredt udvalg af sko, støvler, sandaler til hele familien. Der er både tale om kendte mærkevarer og egne mærker.